# Sofia Grönberg-Whitmore
Sofia Grönberg-Whitmore (nascida em 25 de maio de 1965) é uma jogadora profissional sueca de golfe. Junto com Helen Alfredsson e Liselotte Neumann, Sofia foi uma das pioneiras do golfe profissional feminino na Suécia nos anos oitenta. Ela passou dois anos na Universidade do Alabama e depois se casou com o inglês John Whitmore, que residia em Warickshire durante parte de sua carreira. Sofia venceu três vezes no Ladies European Tour e foi a vice-campeã no Aberto da Espanha feminino (1994) e no Dutch Ladies Open, em 1994. Após vencer o Air France Madame Biarritz Open e a inaugural Cantor Fitzgerald Laura Davies Invitational no Brocket Hall em 1999, ela passou para o quinto lugar na Ordem de Mérito LET e para o sexto lugar na classificação europeu da Copa Solheim.